# François Gérin
Pour l’article homonyme, voir Gérin.
François Gérin B.Sc.Comm., LL.D. (3 août 1944 - 3 avril 2005) fut un avocat et homme politique fédéral du Québec.

## Biographie
Né à Coaticook dans la région de l'Estrie, il devient député du Parti progressiste-conservateur du Canada dans la circonscription fédérale de Mégantic—Compton—Stanstead en 1984. Réélu en 1988, il quitta le caucus progressiste-conservateur pour siéger comme député indépendant en 1990. En 1991, il se rallia au nouveau Bloc québécois. Il ne se représente pas en 1993.
Durant sa carrière politique, il est secrétaire parlementaire du ministre de la Justice et du procureur général du Canada de 1986 à 1987.